# Xylia ghesquierei
Xylia ghesquierei là một loài thực vật có hoa trong họ Đậu. Loài này được Robyns miêu tả khoa học đầu tiên.